# Пегфілграстим
Пегфілграстим (англ. Pegfilgrastim, лат. Pegfilgrastimum) — напівсинтетичний препарат, який є аналогом гранулоцитарного колонієстимулюючого фактору людини, що синтезується шляхом кон'югації молекули ПЕГ (біс-монометоксиполіетиленгліколь) із молекулою напівсинтетичного аналога гранулоцитарного колонієстимулюючого фактору філграстиму. Пегілграстим застосовується підшкірно. Пегфілграстим розроблений у лабораторії американської компанії «Amgen», та застосовується у клінічній практиці з 2002 року.

## Фармакологічні властивості
Пегфілграстим — напівсинтетичний препарат, який є аналогом гранулоцитарного колонієстимулюючого фактору людини, що синтезується шляхом кон'югації молекули ПЕГ (біс-монометоксиполіетиленгліколь) із молекулою напівсинтетичного аналога гранулоцитарного колонієстимулюючого фактору філграстиму. Оскільки пегфілграстим є аналогом гранулоцитарного колонієстимулюючого фактору людини, то після його застосування прискорюється дозрівання функціонально активних нейтрофілів, та їх вихід у кров із кісткового мозку. Одночасно із підвищенням кількості в крові нейтрофілів у крові підвищується кількість моноцитів. Унаслідок цього посилюється відновлення кровотворення, знижується тривалість фебрильної нейтропенії, знижується ризик геморагічних ускладнень. Пегфілграстим застосовується для лікування нейтропенії, спричиненої тривалим застосуванням хіміотерапевтичних засобів для лікування злоякісних пухлин (за виключенням гематологічних захворювань, які перебігають із збільшенням кількості гранулоцитів у крові), при вродженому зниженні кількості нейтрофілів, а також при інших захворюваннях або застосуванні лікарських препаратів, які спричинюють зниження кількості лейкоцитів та зокрема нейтрофілів. Ізраїльською компанією «Teva Pharmaceutical Industries» розроблений також пегфілграстим із сповільненим вивільненням (ліпегфілграстим) із кращими фармакокінетичними та фармакодинамічними показниками.

### Фармакокінетика
Пегфілграстим повільно розподіляється в організмі, біодоступність препарату не досліджена. Максимальна концентрація пегфілграстиму в рові досягається протягом 15—120 годин після підшкірного введення. Пегілграстим проходить через плацентарний бар'єр. Даних за проходження препарату через гематоенцефалічний бар'єр та про виділення пегфілграстиму в грудне молоко немає. Препарат метаболізується ферментами нейтрофілів крові. Виводиться пегфілграстим із організму із сечею у вигляді метаболітів. Період напіввиведення препарату становить 15—80 годин, даних за збільшення цього часу в хворих із порушеннями функції печінки та нирок немає.

## Покази до застосування
Пегфілграстим застосовується для лікування нейтропенії, спричиненої тривалим застосуванням хіміотерапевтичних засобів для лікування злоякісних пухлин, а також при інших захворюваннях або застосуванні лікарських препаратів, які спричинюють зниження кількості лейкоцитів та зокрема нейтрофілів.

## Побічна дія
При застосуванні пегфілграстиму частота побічних ефектів є значною, проте у більшості випадків вони є легкими або помірними. Найчастішим побічним ефектом препарату є біль у кістках, у більшості випадків цей біль купується застосуванням нестероїдних протизапальних препаратів. Іншими побічними ефектами препарату є шкірні алергічні реакції різного типу, нудота, біль у м'язах і суглобах, біль у грудній клітці, біль у спині, біль та еритема в місці ін'єкції, лейкоцитоз, підвищення рівня активності амінотрансфераз, лужної фосфатази і гаммаглутамілтранспептидази, підвищення рівня сечової кислоти в крові.

## Протипокази
Пегфілграстим протипоказаний при застосуванні при підвищеній чутливості до препарату та інших препаратів факторів росту, при гострому лейкозі, хронічному мієлолейкозі та мієлодиспластичному синдромі, при вагітності та годуванні грудьми, особам у віці до 18 років.

## Форми випуску
Пегфілграстим випускається у вигляді шприца-тюбика по 0,6 мл із вмістом діючої речовини 6 мг.